# Algama
De Algama (Russisch: Алгама) of Algoma (Алгома) is een 426-kilometer lange rechterzijrivier van de Gonam in het stroomgebied van de Lena, gelegen in de Russische autonome republiek Jakoetië, in Oost-Siberië.
De Algama ontspringt op de noordelijke hellingen van het Stanovojgebergte en stroomt langs het Hoogland van Aldan. De belangrijkste zijrivieren zijn de Toeksani (90 km) en de Idjoem (317 km) aan rechterzijde. In het stroomgebied van de rivier bevinden zich ongeveer 1500 meren. De rivier wordt vooral gevoed door sneeuw en regen en is bevroren van eind oktober, begin november tot de eerste helft van mei.